# Сосновий бунт
Сосновий бунт був одним з багатьох конфліктів між британською Короною і американськими колоністами, які призвели до Американської революції. У цьому акті опору, який відбувся 14 квітня 1772 року в Weare, штат Нью-Гемпшир, колоністи виступили проти британської королівської влади.
До кінця 17 століття Британська імперія потребувала величезної кількості кораблів для своєї побудови та захисту. Для цих кораблів потрібні були великі щогли, які можна було виготовляти з білих сосен. Оскільки білих сосен у Британії було мало, британці прийняли закони в Північній Америці, щоб захистити вибрані білі сосни для британського суднобудування. Це допомогло Британії досягти успіху у війні Дженкінса та Семирічній війні, оскільки Королівський флот мав перевагу над ворогами завдяки своїм кораблям з міцними щоглами

## Щоглові сосни
З метою збереження відповідної деревини для Королівського флоту Генеральний суд Нью-Гемпшира 10 травня 1708 року прийняв закон про збереження всіх дерев у Нью-Гемпширі, придатних для щогл для використання Королівським флотом. Закон копіював закон Англії 1691 року і оголошував, що всі сосни діаметром більше 24 дюймів є власністю Корони. Порушникам загрожував штраф у розмірі 50 фунтів за кожне незаконно вирубане дерево. У 1722 році новий закон зменшив діаметр до 12 дюймів. "Оглядачі Королівських лісів" були призначені Короною для виявлення всіх придатних "щоглових сосен" з широкою стрілою, де б вони не були знайдені.
Колоністи були незадоволені законами, які забороняли вирубувати сосни без дозволу британського уряду. Ці закони призвели до серії демонстрацій та заворушень протягом 1700-х років. Губернатор Джон Вентворт, який був призначений у 1766 році, часто симпатизував колоністам, але він не скасував ці закони.

## Сосновий бунт
Британський чиновник Джон Шерман наказав перевірити пилорами в Нью-Гемпширі, щоб знайти сосни, які були позначені для використання Королівським флотом. Він знайшов шість пилорам, які мали такі дерева, і позначив їх широкою стрілою. Власники млинів найняли юриста, щоб той захищав їх. Юрист зустрівся з губернатором Нью-Гемпшира, який запропонував йому посаду в уряді. Юрист прийняв цю посаду і замість того, щоб добитися зняття звинувачень, наказав своїм клієнтам заплатити штраф. Власники пилорам з Гоффстауна заплатили штраф, а власники пилорами з Веару відмовилися.
13 квітня 1772 року, Бенджамін Уайтнінг, шериф округу Хіллсборо та його заступник поїхали до Саут-Веар, щоб заарештувати лідера власників млинів Веру Ебенезера Мадджета за те, що він не сплатив штраф за вирубку сосен, позначених для використання Королівським флотом. Мадджет був звільнений з тим розумінням, що він внесе заставу вранці, а шериф і заступник залишилися на ніч у таверні Сосна. Того вечора багато жителів міста зібралися в будинку Мадджета, щоб обговорити ситуацію.
Дехто запропонував допомогти сплатити заставу, але більшість хотіла вигнати шерифа та заступника з міста. Вони вирішили фізично напасти на Уайтінга уві сні та знущатися над конями Уайтінга, покалічивши їм обличчя.
На світанку наступного дня Муджетт повів від 20 до 30-40 чоловіків до таверни. Уайтінг все ще був у ліжку, коли Муджетт увірвався до нього. Більше 20 містян, замаскованих чорною сажею, кинулися в кімнату Уайтінга. Вони почали бити його гілками дерев, по одному удару за кожне дерево, яке оскаржувалося. Шериф спробував схопити свої пістолети, але його повністю переважали чисельністю. Бунтівники схопили його за руки та ноги, підняли його в повітря, обличчям донизу, поки інші продовжували безжально бити його гілками дерев. Пізніше Уайтінг повідомив, що думав, що чоловіки обов'язково вб'ють його. Куіглі також витягли з його кімнати і отримали таке ж поводження від іншої групи містян. Коней шерифа та заступника привели до дверей постоялого двору. Бунтівники потім відрізали вуха і поголили гриви та хвости коней, після чого Уайтінга та Куіглі змусили виїхати з міста через стрій глузуючих містян, кричати на них і давати ляпаси дорогою до Гофстауна.
Уайтінг залучив полковника Мура з Бедфорда та Едварда Голдстоуна Латвіча з Меррімака, які зібрали загін солдат для затримання винуватців. До прибуття загону бунтівники розбіглися і сховалися в лісі. Одного з чоловіків, підозрюваних у нападі на Вайтінга під час сну, було знайдено, заарештовано і він назвав імена інших причетних до цього осіб. Вісьмох чоловіків зобов’язали внести заставу та з’явитися перед судом для відповіді на звинувачення у масових заворушеннях, порушенні громадського порядку та «нападі на тіло Бенджаміна Уайтінга». Жодного з чоловіків не звинуватили у жорстокому поводженні з тваринами. Четверо суддів, Теодор Аткінсон, Мешех Вір, Леверетт Хаббард і Вільям Паркер, слухали справу у Верховному суді в Емгерсті у вересні 1772 року. Бунтівники визнали свою провину, і судді оштрафували їх на 20 шилінгів кожного та зобов’язали сплатити витрати на судове слухання.  

## Наступні події
Повстання сосен стало викликом британській королівській владі. Це показало, що колоністи готові протистояти британському правлінню. Легкі штрафи, накладені на бунтівників, підтверджують, що британська влада не була готова застосовувати силу проти колоністів. Це повстання, як вважається, надихнуло Бостонське чаювання, яке було більш масштабним актом опору британському правлінню.
Перший Прапор із Сосною, який був використаний колоністами проти британців під час заворушень, був червоним із зображенням сосни в білому квадраті в лівому верхньому кутку. Це був простий прапор, але він був потужним символом колоніального опору. 
Звинувачених чоловіків Тімоті Вортлі, Джонатана Вортлі та Вільяма Дастина боролися проти британців у Революційній війні, як і навіть Семюел Блоджетт. Бенджамін Вайтінг воював за британців і його земля була конфіскована як симпатизанта торі. Мешех Вірі, один із суддів, допомагав складати конституцію Нью-Гемпшира, прийняту в 1776 році, встановлюючи власний уряд і стаючи першою колонією, яка проголосила свою незалежність; Вірі став першим президентом Нью-Гемпшира.
Семюел Блоджетт продовжив будівництво першого каналу навколо водоспадів Амоскіг на річці Меррімак у Дерріфілді, який був завершений незадовго до його смерті в 1807 році. У 1810 році місто Дерріфілд змінило свою назву на Манчестер на честь бачення Блоджетта, що водоспади Амоскіг колись забезпечать енергією промисловий центр, який зможе зрівнятися з Манчестером, Англія. Вулиця Блоджет у Манчестері названа на його честь.

## Учасники
- Джон Шерберн – заступник геодезиста
- Семюел Блоджетт — юрист, а пізніше геодезист
- Бенджамін Вайтінг – шериф округу
- Джон Квіглі – заступник шерифа
- Аарон Квімбі – власник таверни Pine Tree
- Ебенезер Маджетт – лідер власників лісопилок у Вірі, бунтар
- Полковник Мур – голова полку, що йшов до Веар
- Полковник Едвард Ґолдстоун Лютвіче – голова полку, що йшов до Вір
- Тімоті Вортлі – житель Вір, бунтар
- Джонатан Вортлі – житель Вір, бунтар
- Калеб Етвуд – житель Вір, бунтар
- Вільям Дастін – житель Вір, бунтар
- Абрахам Джонсон – житель Вір, бунтар
- Джотам Таттл – житель Вір, бунтар
- Вільям Квімбі – житель Вір, бунтівник і брат Аарона Квімбі
- Шановний Теодор Аткінсон – головний суддя
- Шановний Мешех Вере – Суддя
- Шановний Леверетт Хаббард – Суддя
- Шановний Вільям Паркер – Суддя

## У масовій культурі
Повстання сосен продовжує мати культурний вплив сьогодні. У 2015 році була опублікована книга "Звернення до неба"  Датча Шітса" . Як зазначає  Датч Шітс, сосновий прапор, який використовувався під час заворушень, нещодавно набув популярності, потрапляючи "...в безліч будинків, молитовних кімнат і навіть у державні будівлі". 
Цей факт, що сосновий прапор тепер демонструється в "безлічі будинків, молитовних кімнатах і навіть у державних будівлях", є свідченням сили символів і стійкості історичної пам'яті.
Соснова прапор стала символом американського опору тиранії та пригнобленню. Вона також є символом християнської віри та патріотизму. 
Використання соснового прапору деякими правими групами було розкритиковано , які стверджують, що вона була захоплена екстремістами. Однак прапор залишається символом американського патріотизму та опору для багатьох людей.
Загалом, продовжена популярність соснової прапору є відображенням складної та багатогранної історії американської культури. Це нагадування про те, що символи можуть мати різні значення для різних людей, і що історична пам'ять може використовуватися для різних цілей.
З 2019 року в Рочестері, штат Нью-Гемпшир, на диск-гольфовому полі Salmon Falls проходить турнір з диск-гольфу під назвою "The Pine Tree Riot", який санкціонований PDGA (Професійна асоціація диск-гольфу).

## 250-річчя
Історичне товариство Weare організувало вшанування та святкування 250-ї річниці Соснового бунту   

## Дивіться також
- Прапор сосни

## зовнішні посилання
- Історичне товариство Weare - "The Pine Tree Riot"
- Приклади планів уроків з історії Нью-Гемпшира - "У нас був бунт"
- «Сосновий бунт», Історична стаття про бунт.
- Розповідь про дослідження колод заступником геодезиста Джоном Шерберном в « Історії Гофстауна»

## Подальше читання
- Еванс, Конні. «Ебенізер Маджетт і сосновий бунт» (Amazon, 2017)
- Джозеф Дж. Мелоун. Сосни та політика (Нью-Йорк: Arno Press, 1979)
- Робертс, Стротер Е. (2010). Сосни, прибутки та популярна політика: Відповіді на акти Білої сосни в колоніальній долині річки Коннектикут. The New England Quarterly, 83(1), 73–101. (Тема цієї статті згадується на сторінці 76. )